# Marché international professionnel de l’implantation commerciale et de la distribution
Marché international professionnel de l’immobilier de commerce (MAPIC), deutsch Internationaler Markt der Einzelhandelsimmobilien, ist eine Fachmesse für Handelsimmobilien und Filialisten. Sie findet jährlich im Palais des Festivals et des Congrès in Cannes statt, mit rund 800 Ausstellern und 4000 Besuchern aus 42 Ländern (2021). Die MAPIC hat seit 2019 einen Spin-off in Mailand; 2016 fand eine MAPIC in Shanghai statt.
Auf der MAPIC treffen Einzelhandelsunternehmen, Kapitalgeber und Vertreter von Städten (bspw. Wirtschaftsförderung, Stadtplanung) aufeinander. In diesem Rahmen werden stadtbildprägende Einzelhandelsprojekte diskutiert und mit Preisen in unterschiedlichen Kategorien ausgezeichnet. Die MAPIC als Fachmesse findet Widerhall in Branchen- und Fachmedien sowohl der Immobilienwirtschaft als auch des Einzelhandels.
Die nächste MAPIC soll vom 29. November bis 1. Dezember 2022 stattfinden.

## MAPIC Awards
Im Rahmen der Veranstaltung werden Preise verliehen.